# Řády, vyznamenání a medaile Lotyšska

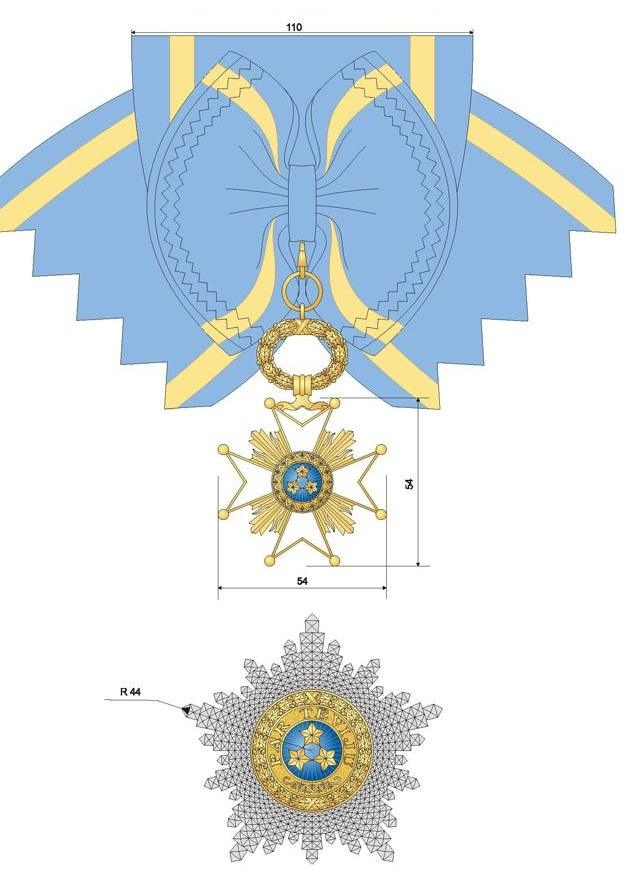
Řád tří hvězd

Řády, vyznamenání a medaile Lotyšska se řídí zákonem Lotyšské republiky O státních vyznamenání z roku 2004. V roce 2010 byl tento zákon novelizován. Lotyšská státní vyznamenání jsou udílena prezidentem Lotyšska nebo jím pověřenou osobou a to tradičně 4. května v Den obnovení nezávislosti, 11. listopadu v Den Lāčplēsise a 18. listopadu v Den Lotyšské republiky. Při zvláštních příležitostech mohou být udělena i v jiný den. Po složení přísahy je prezidentu republiky udělen nejvyšší řád, Řád tří hvězd.

## Řády
- Řád tří hvězd (Triju Zvaigžņu ordenis) založil lotyšský prezident Jānis Čakste v roce 1924. Poté, co bylo Lotyšsko anektováno Sovětským svazem, přestal být řád v roce 1940 udílen. Obnoven byl v roce 1994. Udílen je za mimořádné zásluhy v hospodářské, kulturní, vědecké či sportovní oblasti.[2]
- Viestardův řád (Viestura ordenis) byl založen roku 1938 a poté, co bylo Lotyšsko anektováno Sovětským svazem, přestal být v roce 1940 udílen. Obnoven byl roku 2004. Udílen je za zásluhy ve službě ozbrojeným silám, za zajištění a posílení národní bezpečnosti a sociálního pořádku a za obranu hranic země.[3]
- Kříž uznání (Atzinības krusts) byl původně založen v roce 1710 v Kuronském a zemglaském vévodství. Obnoven byl v Lotyšsku v roce 1938 a udílen byl do sovětské okupace Lotyšska v roce 1940. Znovu byl obnoven v roce 2004. Udílen je za speciální služby v oblasti veřejného života, kultury, vědy, sportu a vzdělávání.[4]
- Vojenský Lāčplēsisův řád (Lāčplēša Kara ordenis) byl založen roku 1919 z iniciativy Jānise Balodise, velitele Lotyšských národních ozbrojených sil během lotyšské osvobozenecké války. Řád zanikl roku 1940 poté, co bylo Lotyšsko anektováno Sovětským svazem.[5]

## Medaile
- Pamětní medaile pro účastníky barikád v roce 1991 (1991. gada barikāžu dalībnieka piemiņas zīme) byla založena dne 20. prosince 2007. Udělena může být za odvahu, obětavost a iniciativu projevenou během demonstrací v lednu a srpnu 1991, za přínos k organizační a logistické činnosti a za morální a materiální podporu účastníkům barikád.[6]
- Pamětní medaile na získání členství Lotyšska v NATO (Piemiņas medaļa „Sekmējot Latvijas dalību NATO”) byla založena dne 19. března 2004. Udílena je za přínos k rozvoji lotyšského obranného systému a za podporu členství Lotyšska v NATO.[7]
- Medaile k 10. výročí osvobozeneckého boje Lotyšské republiky (Latvijas Republikas atbrīvošanas cīņu 10 gadu jubilejas piemiņas medaļa) byla založena dne 12. července 1928.

## Další ocenění
- Cena vlasti
- Odznak Za plodnou práci